# Matt Chamberlain
Matt Chamberlain, född 17 april 1967 i San Pedro, Kalifornien, USA, är en amerikansk trummis. Efter en kort karriär i det Seattlebaserade rockbandet Pearl Jam började han spela i TV-programmet Saturday Night Lives husband. Chamberlain har efter detta samarbetat med ett flertal kända och mindre kända artister, bland andra Tori Amos, Morrissey och The Wallflowers. Han debuterade 2005 som soloartist med albumet Matt Chamberlain.